# Az igazi Frank Zappa könyv

A könyv magyar kiadásának borítója

Az igazi Frank Zappa könyv Frank Zappa zeneszerző-gitáros önéletrajzi könyve, szerzőtársa Peter Occhiogrosso volt. Az eredeti címe The Real Frank Zappa Book, a magyar kiadás az amerikait követően (1989) nem sokkal, már 1991-ben megjelent a JLX kiadó gondozásában.
Ajánlom ezt a könyvet Gailnek, a srácoknak, Stephen Hawkingnek és Kokónak.
1988. augusztus 23., 6 óra 39 perc 37 másodperc

Frank Zappa

## A könyvről
A könyvet Zappa az 1988-as turnéja után kezdi írni/összeállítani, amit egy szokványos önéletrajz helyett (bár a felépítése kronologikus) sokkal inkább tekint alkalomnak arra, hogy a gondolatait megossza a világgal (a bevezetés):
Nem akarok könyvet írni, de azért mégis összehozom valahogy, mert Peter Occhiogrosso segít nekem. ő ugyanis író, szereti a könyveket - még el is olvassa őket. Szerintem jó dolog, hogy még léteznek könyvek, de engem valahogy elálmosítanak.
Úgy ütjük nyélbe a dolgot, hogy Peter eljön néhány hétre Kaliforniába, magnóra veszi a  "lenyűgöző kérdésekre" adott válaszaimat, majd legépelteti. Aztán megszerkeszti a szöveget, átteszi floppy discre, és visszaküldi nekem, én még egyszer átnézem, ennek az eredményét elküldöm Ann Pattynek, a Poseidon Kiadóhoz, és végül ő csinál majd az egészből KÖNYVET.
Elhatározásom egyik oka azoknak a jó néhány nyelven megjelent ostoba könyveknek az elburjánzása, amelyek állítólag Rólam szólnak. Úgy éreztem, kellene lenni valahol legalább EGYnek, amelyik a valóságot tartalmazza. Kérem, ne úgy fogadják ezt a könyvet, mint egy "kerek", szóban előadott történetet. Csak szórakoztatási célú fogyasztásra készült.

## A magyar kiadásról
A könyv magyar fordítása az eredeti után példásan gyorsan, már 1991-ben megjelent – azonban rengeteg fordítási hibával, illetve a magyar változat tartalmában és az illusztrációkat tekintve mindössze körülbelül kétharmada az eredeti könyvnek (érdekes és meglepő, hogy a címlap tipográfiája is bár hasonló, de nem egyezik meg az eredetivel). Főleg az utolsó néhány fejezet rövidült le erősen, némelyik (Flúgzug, Az egyház és az állam, Kudarc) csupán 2-3 oldalasra zsugorodott. A könyv 2008-ban újra megjelent a magyar könyvesboltok polcain, ám ez ugyanaz a hiányos és hibás kiadás, mint korábban, ezek a kiadó visszamaradt példányai.
- Frank Zappa–Peter Occhiogrosso: Az igazi Frank Zappa könyv; ford. JLX Kft., Bp., 1991
- Frank Zappa–Peter Occhiogrosso: Az igazi Frank Zappa könyv; JLX, Bp., 2008 (Portré könyvek sorozat)

## Tartalom
BEVEZETÉS – Könyv? Miféle könyv?
- 1. fejezet – Tényleg hangyás volnék?
- 2. fejezet – Valamit a szomszédságról
- 3. fejezet – Egyetem helyett egyetlenem
- 4. fejezet – Még mindig jól érezzük magunkat
- 5. fejezet – A faház
- 6. fejezet – Küldd be a bohócokat
- 7. fejezet – Angol ha hangolna
- 8. fejezet – A zenéről mindent
- 9. fejezet – Egy fejezet az apámról
- 10. fejezet – Ez az a fejezet, amire már régóta vártatok
- 11. fejezet – Megbotozva és megkötözve
- 12. fejezet – Amerika iszik és menetel
- 13. fejezet – Flúgzug
- 14. fejezet – A házasság mint dadafogalom
- 15. fejezet – Pornóháború
- 16. fejezet – Az egyház és az állam
- 17. fejezet – Gyakorlati konzervativizmus
- 18. fejezet – Kudarc
- 19. fejezet – Az utószó

## Impresszum
- Felelős kiadó: Laux József
- Szerkesztő: Vadász Gyula
- Szedte és nyomta az Alföldi Nyomda
- A nyomdai megrendelés törzsszáma: 4298.66-14-2
- Készült Debrecenben, az 1991. évben
- Felelős vezető Szabó Viktor vezérigazgató
- ISBN 963-7822-06-2